# Cecil B. DeMille
Cecil Blount DeMille, född 12 augusti 1881 i Ashfield i Massachusetts, död 21 januari 1959 i Hollywood i Los Angeles, var en amerikansk regissör och producent. Han var en av de mest kända regissörerna under 1900-talets första hälft.

## Biografi

### Uppväxt
DeMille var son till en nederländsk far och en judisk mor som var född i England. Han föddes i Massachusetts men växte upp i North Carolina. När han var tolv år gammal avled hans far, och hans mor försörjde då familjen genom att starta en flickskola och även ett teatersällskap. Då spansk-amerikanska kriget bröt ut 1898 anmälde sig DeMille som frivillig, men fick avslag, eftersom han var minderårig. Han började istället arbeta som skådespelare och direktör för sin mors teatersällskap.

### Filmkarriär

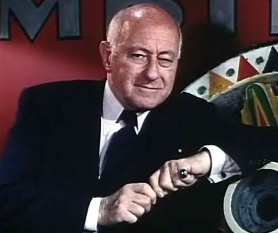
Cecil B. DeMille 1952.

DeMille debuterade år 1914 med filmen The Squaw Man (fyra år senare, 1918, inspelad som Mockasinernas väg). Bland hans stumfilmer kan nämnas Jungfrun av Orléans (1917), Varför byter mannen hustru? (1920), De tio budorden (1923) och Ropet från Volga (1926). Han kom att etablera sig genom historiska och bibliska filmer, såsom De tio budorden (1923), Konungarnas konung (1927) och De tio budorden (1956). DeMilles film Världens största show Oscarbelönades 1952 som årets bästa film. DeMille var även chef för filmbolaget Famous players-Lasky corporation. Bland övriga filmer märks En kvinnas list (1931), Vår ungdoms hjältar (1938) och Simson och Delila (1949). DeMille betraktas som den som mer än någon annan hjälpte till att forma Hollywood till filmens huvudstad; vissa amerikanska filmexperter går till och med så långt att de benämner DeMille som "the founder of Hollywood".
År 1947 hade DeMille en gästroll i Edvard Persson-filmen Jens Månsson i Amerika (Persson gjorde samma år en gästroll i DeMilles film De obesegrade) och han hade även en gästroll som sig själv i Sunset Boulevard (1950).

### Död
Cecil B. DeMille dog den 21 januari 1959 av hjärtrelaterade problem.

## Filmografi som regissör, i urval
- 1914 – The Squaw Man
- 1915 – Carmen
- 1915 – Den gula demonen
- 1916 – Jungfrun av Orléans
- 1917 – Västerns fågelfrie son
- 1917 – The Little American
- 1918 – Mockasinernas väg
- 1918 – Mannen du gav mig (Don't Change Your Husband)
- 1919 – Man och kvinna
- 1920 – Varför byter mannen hustru?
- 1920 – Den starke vinner (Something to Think About)
- 1921 – Anatols kärleksaffär
- 1923 – De tio budorden
- 1926 – Ropet från Volga
- 1927 – Konungarnas Konung
- 1931 – En kvinnas list
- 1932 – I korsets tecken
- 1934 – Cleopatra
- 1938 – Vår ungdoms hjältar
- 1939 – Union Pacific
- 1940 – Hjälteskvadronen
- 1942 – Skörda i den vilda stormen
- 1947 – De obesegrade
- 1949 – Simson och Delila
- 1952 – Världens största show
- 1956 – De tio budorden